# Huangshan (dzielnica)
Huangshan (chiń. upr. 黄山区; chiń. trad. 黃山區; pinyin Huángshān Qū) – dzielnica miasta Huangshan w prowincji Anhui we wschodnich Chińskiej Republice Ludowej. Liczba mieszkańców dzielnicy, w 2018 roku, wynosiła około 153 000.